# Караозек (село, Кизилординська міська адміністрація)
Караозе́к (каз. Қараөзек) — село у складі Кизилорджинської міської адміністрації Кизилординської області Казахстану. Адміністративний центр Кизилозецького сільського округу.
Населення — 2265 осіб (2021; 1997 у 2009, 2427 у 1999, 1723 у 1989).